# Зданович Іван Юліянович
Іван Юліянович Зданович (біл. Іван Юльянавіч Здановіч; нар. 4 липня 1926, село Довга Щучинського повіту Новогрудське воєводство, тепер у Щучинському районі Гродненської області — червень 2022) — білоруський учитель, краєзнавець.

## Біографія
Походить з селянської родини. Закінчив початкову польську школу в рідному селі, в 1939-1941 роках навчався в 5-6 класах. Під час війни закінчив сьомий клас у Желудоцькій школі, два курси Щучинської учительської семінарії.
Після війни працював завідувачем Бояро-Желудоцької початкової школи, вчителем у рідному селі. Закінчив заочно Лідське педучилище (1946), потім відділення білоруської мови та літератури філологічного факультету Гродненського педінституту (1951). Направлений на роботу в Берестейську область.
Працював у Малецькій середній школі (1951-1952), білоруській середній школі № 1 м. Пружани (1952-1955), викладав білоруську мову і літературу в Кам'янецькій середій школі (1955-1957). На Пружанщині у 1955 році одружився з Ольгою Талашкевич, також вчителькою білоруської мови та літератури.
До 1964 року на Гродненщині, працював інспектором районного відділу науки та освіти, директором Коптевської середньої школи (1957—1964). Потім повернувся з сім'єю в Пружани. У 1964-1966 роках працював у Білолісківській, Шерешовській, Хоровській школі. Очолював пружанську школу робітничої молоді (1966-1974), школу-інтернат (1974-1986, з 1986 середня школа № 4).
З 1986 року на пенсії. Проживав у Пружанах.

## Сім'я
Дочка Людмила — вчителька білоруської мови та літератури; син Віктор — хірург-травматолог, член БНФ.

## Діяльність
Видав "Збірник вправ з білоруської мови для 4-6 класів", який тричі перевидавався (1965, 1969, 1979). Публікував в періодичній пресі статті з білоруської літератури, історії, краєзнавства. У 2004 році видана книжка «Рупліўцы беларускага нацыянальнага адраджэння з Пружаншчыны», а в 2008 році — друга частина цієї книжки.
Очолював громадсько-культурне об'єднання «Спадщина» (1986—1989). Засновник і перший керівник Пружанської організації громадського об'єднання «Товариство білоруської мови імені Франциска Скорини» (1989). Член БНФ " Відродження».
Разом з іншими організував і брав участь у будівництві пам'ятника повстанцям Кастуся Калиновського в Ружанській пущі (1989). Організував відновлення розстріляної з вертольота військовими стели пам'ятника та урочисте освячення пам'ятника священиками православної і католицької конфесій.